# Werneriobryum
Werneriobryum là một chi rêu trong họ Dicranaceae.